# (5757) Tichá
(5757) Tichá – planetoida z pasa głównego asteroid okrążająca Słońce w ciągu 5 lat i 12 dni w średniej odległości 2,94 j.a. Została odkryta 6 maja 1967 roku w obserwatorium El Leoncito przez Carlosa Cesco i Arnolda Klemola. Nazwa planetoidy pochodzi od Jany Tichej, czeskiej astronom. Przed nadaniem nazwy planetoida nosiła oznaczenie tymczasowe (5757) 1967 JN.